# クルタジャティ国際空港
クルタジャティ国際空港（インドネシア語: Bandar Udara Internasional Kertajati, 英語: Kertajati International Airport）は、
インドネシア共和国西ジャワ州マジャレンカ県クルタジャティ郡にある空港である。西ジャワ国際空港（インドネシア語: Bandara Internasional Jawa Barat, BIJB, 英語: West Java International Airport）とも呼ばれている。

## 概要
バンドンの東方68 km、チルボンの西方約40 kmの場所に位置する。
インドネシアの航空需要増加に対応するため、2015年から建設が進められており、2018年6月に開港予定である。開港時、空港敷地は879ha、滑走路1本、空港ターミナルは83,700m2、最大年間利用者数は500万人となる。
2018年5月24日、開港、供用を開始した。
開港後、バンドンにあるフセイン・サストラネガラ空港は軍用飛行場へ転換され、民間便はクルタジャティ国際空港へ路線を移管する計画があったが、アクセス道路の建設の遅れ、新型コロナウイルス感染症の流行により延期されていた。2023年10月、ターボプロップ機による運航便以外を、全てクルタジャティ国際空港へ移管する予定である。
ディルガンタラ・インドネシアは、開発拠点をクルタジャティ国際空港に移す計画がある。

## 就航航空会社
| 航空会社                 | 就航地                                                                           |
| ------------------------ | -------------------------------------------------------------------------------- |
| スーパー・エア・ジェット | メダン、バンジャルマシン、バリ島、マカッサル、バリクパパン、バタム島、パレンバン |
| シティリンク             | バリ島、バリクパパン                                                             |
| インドネシア・エアアジア | バリ島                                                                           |
| マレーシア航空           | クアラルンプール                                                                 |
| エアアジア               | クアラルンプール                                                                 |

## アクセス
- 高速道路（id:Jalan Tol Cisumdawu[9]）
- 空港バス - バンドン、チルボンなどに運行されている[10]。

高速鉄道で各地と結ばれる計画もある。